# Breyton Paulse
Breyton Jonathan Paulse (Provincia Occidental del Cabo, 25 de abril de 1976) es un exjugador sudafricano de rugby que se desempeñaba como wing o fullback.

## Selección nacional
Debutó con los Springboks en junio de 1999 ante la Azzurri y jugó regularmente en ellos hasta julio de 2007. En total disputó 64 partidos y marcó 130 puntos.

### Participaciones en Copas del Mundo
Disputó una dos Copas del Mundo; Gales 1999 donde su único try en mundiales ganó el partido ante los All Blacks por el tercer puesto y Australia 2003.
| Mundial                       | Sede    | Resultado        | PJ | Tries |
| ----------------------------- | ------- | ---------------- | -- | ----- |
| Copa Mundial de Rugby de 1999 | Gales   | Tercer puesto    | 3  | 1     |
| Copa Mundial de Rugby de 2003 | Francia | Cuartos de final | 1  | 0     |

## Palmarés
- Campeón del Rugby Championship de 2004.
- Campeón de la Currie Cup de 1997, 2000 y 2001.